# 刀姓
刀姓為中文姓氏之一，未列入《百家姓》中。

## 起源
- 蜀人刀达之后，避难改姓，源自《集韵》
- 明朝大将王骥平麓川，赐当地苗族帕、刀、剁三姓。
- 宋朝皇帝曾赐西雙版納傣族首領姓氏为刀，源於傣語 (chao)，意思是「國王」。
- 百济大姓。